# 高井亮太郎
高井 亮太郎（たかい りょうたろう、1896年4月26日 - 1969年3月12日）は、第2代東京電力（現:東京電力ホールディングス）社長。関東配電社長。

## 来歴
新潟県加茂市出身。1920年（大正9年）、東京帝国大学電気工学科を出て猪苗代水力電気入社。東京電燈、関東配電と技術畑で育ち、1946年に関東配電社長。1952年に東京電力社長。
1958年、社員が収賄罪で起訴され引責辞任。1969年3月、腸腫瘍のため東京電力病院で死去。72歳。

## 人物
- 細かいところまで自分で切り回さないと気が済まない性格。そのため大局の判断と政治性では木川田一隆副社長に軍配を挙げる声もあった[1]。
- おばけ煙突で有名な千住火力発電所の煙突の配置は自身が技術係長時代に現場近くの「石引米店」の二階で苦心した挙句の配置である[3]
- 長男・亮治（1926年生）は元東電建設部勤務。東電労組を嫌い電産労組合に所属していたためしばし対立した[4]。

## その他役職
- 原子力委員会委員